# 柏原村 (大分県)
柏原村（かしわばるむら）は、大分県直入郡にあった村。現在の竹田市の一部にあたる。

## 地理
大野川源流の新藤川・山崎川が南と北に流れる阿蘇溶岩台地上に位置していた。

## 歴史
- 1889年（明治22年）4月1日、町村制の施行により、直入郡柏原村が単独で村制施行し、柏原村が発足[1][2]。
- 1955年（昭和30年）4月1日、直入郡荻村と合併し、荻町を新設して廃止された[1][2]。

### 地名の由来
『豊後国風土記』に、この郷は昔、柏樹が多く自生したため柏原と称されたとの記載による。

## 産業
- 農業[2]